# Temperatura efficace
In astrofisica la temperatura efficace è la temperatura di colore di una stella.

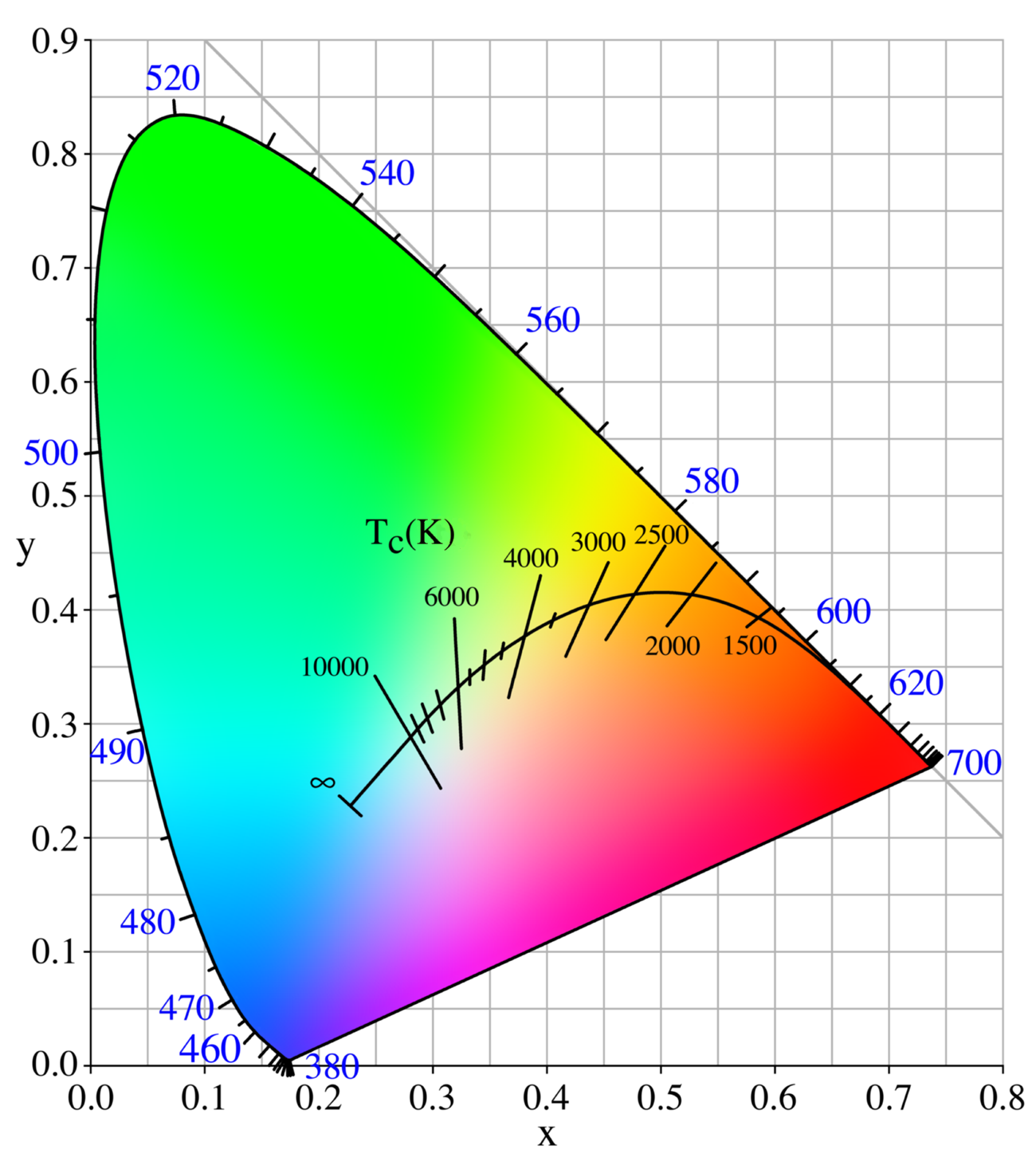
Lo spazio di cromaticità x,y CIE 1931. Sono evidenziate anche le cromaticità dell'emissione di luce di un corpo nero a varie temperature, e alcune linee di temperatura di colore costante.

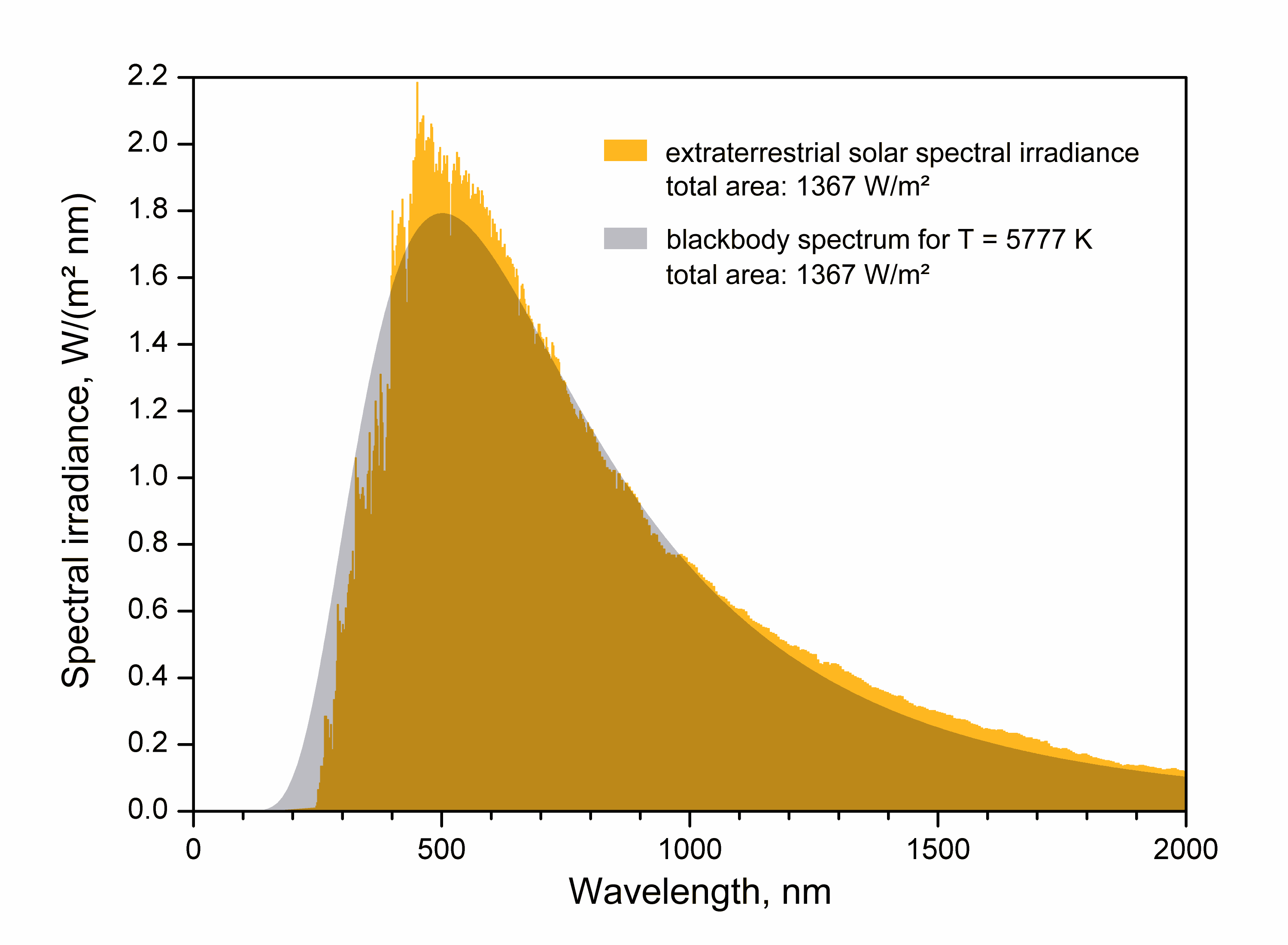
La temperatura efficace o temperatura di corpo nero del Sole (5777 K), è la temperatura che un corpo nero della stessa dimensione dovrebbe avere per emettere la stessa quantità totale di energia.

## Descrizione
Una stella non è un corpo nero, ma il suo spettro può essere confrontato con quello di un corpo nero a cui sono sovrapposte diverse linee di assorbimento. Le linee di assorbimento sono dovute alle transizioni atomiche (e molecolari, nelle stelle più fredde) degli elementi presenti nell'atmosfera della stella stessa. Poiché lo spettro di una stella può essere approssimativamente rapportato a quello di un corpo nero, è conveniente definire la temperatura efficace come la temperatura che avrebbe un corpo nero con la stessa luminosità per unità di area della stella. Vi è da aggiungere che il Sole, in realtà, rispetto ad un ipotetico corpo nero con la stessa temperatura effettiva ha picchi maggiormente tendenti alle frequenze blu dello spettro visibile e, facendo le debite contestualizzazioni, emette meno nell'ultravioletto non visibile.
La temperatura efficace è la temperatura equivalente di un corpo nero ideale (di emissività unitaria) che ha la stessa luminosità della stella. In base alla legge di Stefan:
{\displaystyle T_{eff}\equiv \left({\frac {q}{\sigma }}\right)^{\frac {1}{4}}},
dove {\displaystyle q} è l'emittanza.
La luminosità totale (bolometrica) della stella si ottiene integrando la luminosità per unità di area su tutta la superficie della stella ({\displaystyle 4\pi R^{2}}) ed è pertanto
{\displaystyle L=4\pi R^{2}\sigma T_{eff}^{4}},
dove {\displaystyle R} è il raggio della stella.
La definizione di raggio stellare non è banale poiché le stelle sono corpi gassosi. In maniera più rigorosa, la temperatura effettiva corrisponde alla temperatura della stella al raggio {\displaystyle R} definito dalla profondità ottica di Rosseland. La temperatura effettiva e la luminosità bolometrica sono i due parametri fondamentali necessari per identificare una stella sul diagramma Hertzsprung-Russell.
La temperatura efficace del Sole è 5777 kelvin (K). Le stelle in realtà hanno un gradiente di temperatura, partendo dal nucleo (ove avvengono le reazioni nucleari, ad una temperatura di circa 15 milioni di gradi per il Sole) fino alle superficie che come si è detto è identificata dal raggio {\displaystyle R}.